# Pseudepicausta recta
Pseudepicausta recta är en tvåvingeart som beskrevs av Friedrich Georg Hendel 1914. Pseudepicausta recta ingår i släktet Pseudepicausta och familjen bredmunsflugor. Inga underarter finns listade i Catalogue of Life.